# ويون
وِيْوَن (بالإنجليزية: Wihwin)‏ هو الاسم الذي يُطلق على روحٍ مائيٍّ مؤذٍ وشريرٍ في أمريكا الوسطى، ومُرتبط على وجه الخصوص بقبيلة «مِيسكيتو». ونُظراؤه في العالم هم كيلبي في اسكتلندا، ونكسي في الفولكلور الإسكندنافي والأسترالي بونييب. على الرغم من أنه عادة ما يكون شيطانًا يسكن البحر، إلا أنه يتجول عبر التلال الجبلية خلال أشهر الصيف.
يمتلك الوحش الذي يشبه الحصان «فكَّا مسورًا بأسنان مُفزعة»، يستخدمه في أكل البشر والفرائس الأخرى التي يجدها في عمليات الصيد الليلية.

## معلومات المراجع
- Bassett، Fletcher S. (1885)، Legends and Superstitions of the Sea and of Sailors، Belford, Clarke and Co.
- McPherson، Joseph McKenzie (1929)، Primitive Beliefs in the North-East of Scotland، Longmans, Green، مؤرشف من الأصل في 2023-05-09
- Middleton، Nick (2012)، Rivers: A Very Short Introduction، Oxford University Press، ISBN:978-0-19-958867-1، مؤرشف من الأصل في 2023-04-16
- Varner، Gary R. (2007)، Creatures in the Mist: Little People, Wild Men and Spirit Beings around the World: A Study in Comparative Mythology، Algora، ISBN:978-0-87586-545-4